# Liga Nacional de Básquetbol (Paraguay)
La Liga Nacional de Básquetbol, anche conosciuta semplicemente con la sigla LNB, è la massima competizione professionistica maschile di pallacanestro del Paraguay. Fu creata nell’anno 1937 ed è attualmente diretta dalla Federazione cestistica del Paraguay.
Il primo torneo disputato nel Paese, di carattere sperimentale, fu conquistato dal Club El Mbiguá nel 1931; successivamente, le attività furono però sospese a causa della Guerra del Chaco e del conseguente stop all'evoluzione dell’ente federativo della pallacanestro paraguayana. Terminato il conflitto regionale la lega si svolge regolarmente dal 1937.

## Squadre attuali
Elenco delle squadre che prendono parte alla stagione 2025
| Squadra              | Arena                              | Città                |
| -------------------- | ---------------------------------- | -------------------- |
| Club Ciudad Nueva    | Polideportivo Luis Fernández       | Asunción             |
| Colonias Gold        | Estadio Municipal Ka'a Poty        | Obligado             |
| Deportivo San José   | Polideportivo León Condou          | Asunción             |
| Félix Pérez Cardozo  | Polideportivo Efigenio Gonzalez    | Asunción             |
| Basket San Alfonso   | Polideportivo Municipal            | Minga Guazú          |
| Olimpia Asuncion     | Polideportivo ODD                  | Asunción             |
| Deportivo Luqueno    | Leones Club Arena                  | Luque                |
| Deportivo Amambay    | Cancha de la Federacion de Amambay | Pedro Juan Caballero |
| Deportivo Campo Alto | SND Arena                          | Asunción             |
| Deportivo Central    | Comando Logistico Capiatá          | Capiatá              |
| Guairena Club        | Estadio Municipal de Asuncion      | Asunción             |

## Albo d'oro
- 1937  Olimpia Asuncion
- 1938  Club Guaraní
- 1939  Rowing Club
- 1940  Club Guaraní
- 1941  Rowing Club
- 1942  Olimpia Asuncion
- 1943  Olimpia Asuncion
- 1944  Olimpia Asuncion
- 1945  Rowing Club
- 1946  Olimpia Asuncion
- 1947  Olimpia Asuncion
- 1948  Olimpia Asuncion
- 1949  Olimpia Asuncion
- 1950  Olimpia Asuncion
- 1951  Olimpia Asuncion
- 1952  Olimpia Asuncion
- 1953  Olimpia Asuncion
- 1954  Olimpia Asuncion
- 1955  Olimpia Asuncion
- 1956  Olimpia Asuncion
- 1957  Olimpia Asuncion
- 1958  Club Libertad
- 1959  Olimpia Asuncion
- 1960  Olimpia Asuncion
- 1961  Club Nacional
- 1962  Cerro Porteño[3]
- 1963  Club Ciudad Nueva
- 1964  Club Ciudad Nueva
- 1965  Club Ciudad Nueva
- 1966  Olimpia Asuncion
- 1967  Club Ciudad Nueva
- 1968  Club Ciudad Nueva

- 1969  Club Ciudad Nueva[4]
- 1970  Olimpia Asuncion
- 1971  Olimpia Asuncion
- 1972  Club Libertad
- 1973  Olimpia Asuncion
- 1974  Club Ciudad Nueva e  Club Libertad
- 1975  Club Ciudad Nueva
- 1976  Olimpia Asuncion
- 1977  Club Libertad
- 1978  Olimpia Asuncion
- 1979  Club Libertad
- 1980  Olimpia Asuncion
- 1981  Olimpia Asuncion
- 1982  Sol de América
- 1983  Sol de América
- 1984  Sol de América
- 1985  Club Ciudad Nueva
- 1986  Club Libertad
- 1987  Club Libertad
- 1988  Olimpia Asuncion
- 1989  Rowing Club
- 1990  Club Libertad
- 1991  Deportivo San José
- 1992  Olimpia Asuncion
- 1993  Deportivo San José
- 1994  Sol de América (Nacional);  Olimpia Asuncion (Metropolitano)
- 1995  Sol de América
- 1996  Sol de América
- 1997  Deportivo San José
- 1998  Sol de América
- 1999  Sol de América

- 2000  Deportivo San José
- 2001  Deportivo San José
- 2002  Deportivo San José[5][6]
- 2003  Deportivo San José e Template:Basket America of Pilar
- 2004  Deportivo San José
- 2005  Club Libertad
- 2006  Deportivo San José
- 2007  Sol de América
- 2008  Club Libertad
- 2009  Club Libertad
- 2010  Sol de América
- 2011  Sol de América
- 2012  Cerro Porteño
- 2013  Club Libertad
- 2014  Cerro Porteño
- 2015  Club Libertad
- 2016  Olimpia Asuncion
- 2017  Olimpia Asuncion
- 2018  Olimpia Asuncion (Apertura)
- 2018  Deportivo San José (Clausura)
- 2019  Olimpia Asuncion (Apertura)
- 2019  Deportivo San José (Clausura)
- 2020: Non disputato a causa della Pandemia da COVID-19
- 2021  Deportivo San José
- 2022  Deportivo San José (Apertura)
- 2022  Deportivo San José (Clausura)
- 2023  Deportivo San José (Apertura)
- 2023  Deportivo San José (Clausura)
- 2024  Deportivo San José (Apertura)
- 2024  Deportivo San José (Clausura)

## Vittorie per club
| Club               | Titoli | Anni |
| ------------------ | ------ | --- |
| Olimpia Asuncion   | 34     | 937, 1942, 1943, 1944, 1946, 1947, 1948, 1949, 1950, 1951, 1952, 1953 , 1954, 1955, 1956, 1957, 1959, 1960, 1966, 1970, 1971, 1973, 1976, 1978, 1980, 1981, 1988, 1992, 1994 , 2016, 2017 (Apertura), 2017 (Clausura), 2018 (Apertura) e 2019 (Apertura) |
| Deportivo San José | 18     | 1991, 1993, 1997, 2000, 2001, 2002, 2003, 2004, 2006, 2018 (Clausura), 2019 (Clausura), 2021, 2022 (Apertura), 2022 (Clausura), 2023 (Apertura), 2023 (Clausura), 2024 (Apertura), 2024 (Clausura)                                                       |
| Club Libertad      | 13     | 1958, 1972, 1974, 1977, 1979, 1986, 1987, 1990, 2005, 2008, 2009, 2013, 2015 |
| Sol de América     | 11     | 1982, 1983, 1984, 1994, 1995, 1996, 1998, 1999, 2007, 2010, 2011. |
| Club Ciudad Nueva  | 9      | 1963, 1964, 1965, 1967, 1968, 1969, 1974, 1975, 1985. |
| Rowing Club        | 4      | 1939, 1941, 1945, 1989 |
| Cerro Porteño      | 3      | 1962, 2012, 2014 |
| Club Guaraní       | 2      | 1938, 1940 |
| América de Pilar   | 1      | 2003 |
| Club Nacional      | 1      | 1961 |